# Jaime Castiello
Jaime Castiello Fernández del Valle (Guadalajara, Jalisco 1898-Zimapán, Hidalgo 1937) fue un sacerdote, pedagogo y educador mexicano. Considerado un maestro y líder de la educación en México.
A la edad de 10 años Jaime fue enviado por sus padres a Inglaterra donde cursó estudios en el Colegio Jesuita de Stonyhurst, egresando en 1917. Posteriormente ingresó en la Compañía de Jesús en Granada, España, donde estudió humanidades y en Sarriá estudió filosofía y ciencias. 
Estudia teología en Valkemburg (en la actualidad Holanda) y pedagogía en la Universidad de Bonn donde se doctora en 1934. Entre julio de 1925 a 1928 trabaja como profesor en el colegio Centro América en Nicaragua.
Regresa a México en 1936 con el objetivo de asumir la dirección de la Unión Nacional de Estudiantes Católicos y trabajar con estudiantes universitarios. Fallece a causa de un accidente de tránsito.

## Obras
- Geistesformung-Beiträge zur experimentellen Erforschung der formalen Bildung, Berlín, 1934. (en español: Contribuciones del modelo espiritual al estudio experimental de la educación formal).
- Human Psychology of Education, Nueva York. 1937.
- La formación mental: contribución a la investigación experimental de la educación formal. Editorial Jus, 1944 - 250 pag